# Rio Colimá
O rio Colimá, ou Kolyma (em russo:  Колыма́), encontra-se no noroeste da Sibéria, e a sua bacia cobre partes da República de Sakha, Chukotka, e do Oblast de Magadan.
Tem 2129 km de comprimento e drena uma bacia de 679 934 km², o que o converte no sexto maior da Rússia depois do rio Ienissei, rio Lena, rio Ob, rio Amur e rio Volga. Tem 275 grandes afluentes, cada um deles com mais de 10 km de comprimento. A largura oscila entre os 150 e 170 m com uma profundidade média de 6 m e um transporte médio de 10 km/h.
A bacia do Kolyma consiste em extensas montanhas no sul e leste, elevando-se até aos 2998 m do monte Chen na cordilheira de Cherskii, e a extensa planície do Kolyma no norte, onde desagua no mar da Sibéria Oriental descarregando 4060 m³/s. Desagua no golfo de Colimá, no mar da Sibéria Oriental.
Fica congelado até vários metros de profundidade na maior parte do ano, degelando em princípios de Junho, e voltando a congelar em Outubro. Este rio é o habitat de lúcio, perca, salmão e tímalo americano (Thymallus arcticus). Em terra podemos ver alces, ursos, muflões, renas selvagens, e, nas aves, grous brancos e cinzentos e outras espécies raras.
Seymchan, Zyryanka, Srednekolymsk e Chersky são os lugares mais povoados ao longo do rio. Infelizmente a bacia do Kolyma é mais conhecida pelos campos de trabalho para escravos (os gulags), activos até 1956 e pelas minas de ouro, ambos  extensamente documentados desde a abertura dos arquivos da era soviética de

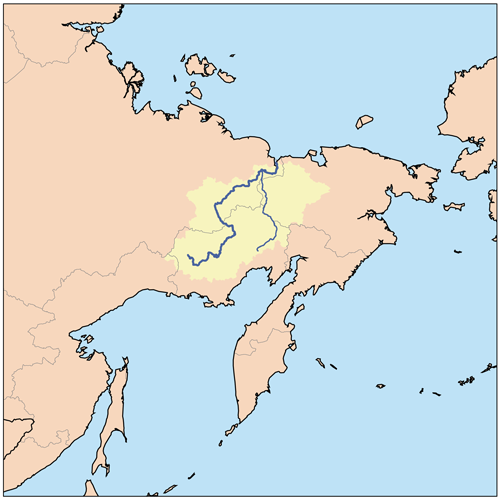
Mapa do Rio Kolyma

Estaline.